# Josep Gros i Raguer
Josep Gros i Raguer (Vic, Osona, 14 de desembre de 1893 - Barcelona, Barcelonès, 10 d'agost de 1971), fou un sacerdot català.
Fou ordenat capellà a Barcelona el 23 de juny de 1918, i la seva primera missa fou a Vic el 27 de juny de 1918. El febrer de 1919 fou nomenat capellà de l'Hospital del Pilar de Barcelona. Fou nomenat canonge de la catedral de Barcelona el 25 d'octubre de 1947. Fou també capellà del Colegio del Niño Jesús (Damas negras), de Barcelona. Ens han arribat ben poques dades biogràfiques d'ell. Per exemple, que el seu germà Manuel Gros i Raguer (1896-1961) fou regidor (1934) i alcalde de Vic per la Lliga Catalana (maig-juliol de 1936). Va estar empresonat a la Model de Barcelona entre el 9 de desembre de 1936 i l'11 de febrer de 1937.
Va obtenir premi amb matrícula d'honor de segon (Història universal) el maig de 1911. Va obtenir el títol de batxiller de la Universitat de Barcelona l'abril de 1916. Fou premiat en els Jocs Florals de Nostra Senyora de la Bonanova el febrer de 1916 i en els de Montblanc l'octubre de 1917. Durant la postguerra fou professor d'Història eclesiàstica al Seminari Conciliar de Barcelona i professor de l'Escuela Normal de Magisterio. Entre 1943 i 1948 fou director de la Biblioteca Pública Episcopal de Barcelona. Just a l'inici del seu mandat es van retornar tots els manuscrits que s'havien portat a la Biblioteca de Catalunya durant la Guerra Civil per tal d'assegurar-ne la seva preservació. Fou censor eclesiàstic entre 1962 i 1965.

## Publicacions
Va escriure diverses obres de temàtica religiosa i filosòfica, entre les quals destaquen:
- Vida de Sant Miquel del Sants (Barcelona: Foment de Pietat, 1936), amb dibuixos de Salvador Puntí.
- San Jerónimo: padre y doctor de la Iglesia (Barcelona: Castalia, 1940)
- Niños santos: siluetas de vidas ejemplares para provecho de la infancia y juventud (Barcelona: La Hormiga d'Oro, 1943)
- Las postrimerías del apostolado político de Balmes (1847-1848): oración inaugural del curso académico 1947-1948 (Barcelona: Seminario Conciliar de Barcelona, 1947)
- Vidas de santos (1961)

També va participar en altres obres:
- Va ser l'editor literari de La Missió del catequista: fer pensar, fer sentir, fer obra, fer pregar..., de F. Gellé (Foment de Pietat Catalana, 1927)
- Va escriure el pròleg d'El Doctor d'Ausona del singular alcance de la obra del Doctor Jaime Balmes y un epílogo a guisa de breve crónica de su Centenario, de Felío A. Vilarrubias (Libreria Subirana, 1950)
- Va traduir del italià al català l'obra La Immaculada Concepció de Maria en relació amb la seva vida: consideracions i pràctiques per a un mes marià, del Cardenal Casimiro Gennari (Balmes, 1955)

Entre les seves publicacions trobem també col·laboracions en revistes locals, com per exemple:
- «El Pontificado del obispo Oliba y su proyección». En: Ausa, vol. 3, núm. 25 (1958), p. 81-85

D'altra banda, Mn. Josep Muset i Ferrer va musicar les seves poesies catalanes, agrupades a Cançons amb gestos = Canciones con gestos (Barcelona: Musical Emporium: Vda. de J. M. Llobet, 1919). Finalment, cal esmentar que va ser un dels editors i presentador de l'obra clandestina de Jaume Collell i Bancells Efemèrides del meus 50 anys de sacerdoci, seguides de El Reyet del Taga: novela pòstuma (Vich: Tipografia Balmesiana, 1938).